# 비느하스

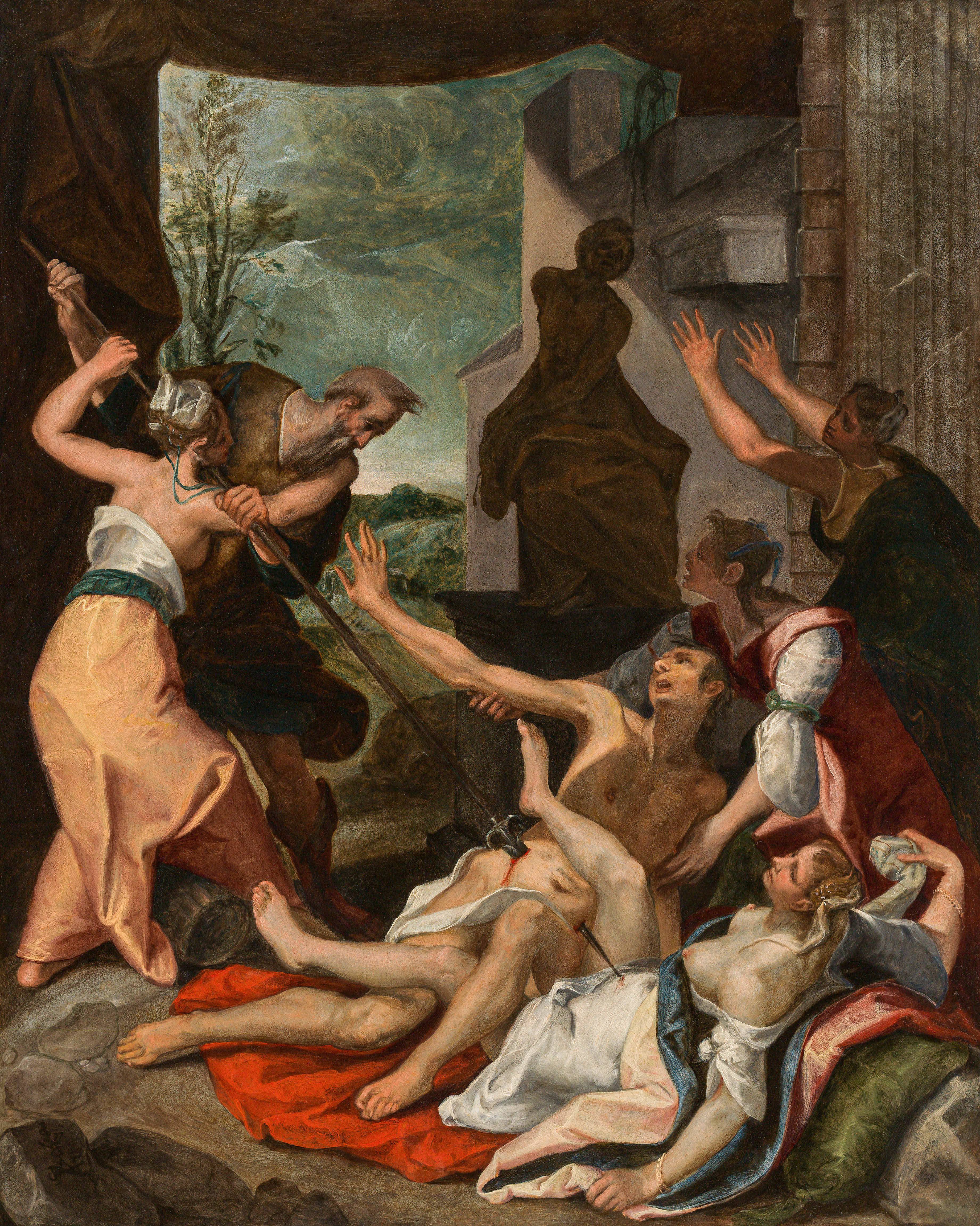

비느하스(Phinehas 또는 Phineas, 히브리어: פִּינְחָס , 현대어: Pīnẖas, Tiberian어: Pīnəḥās, 고대 그리스어: Φινεες Phinees, 라틴어: Phinees)는 히브리어 성경에 따르면 이스라엘 백성의 출애굽 여정 동안 사제였다. 대제사장인 아론의 손자이자 엘르아살의 아들(출 6:25)인 그는 젊은 시절 싯딤에서 브올의 이단에 대한 열심으로 두각을 나타냈다.
모압과 미디안이 이스라엘 백성을 유혹하여 통혼하고 바알브올을 섬기도록 성공적으로 유혹한(민수기 25:1~9) 비도덕에 불만을 품은 비느하스는 이스라엘 남자와 미디안 여자가 함께 있는 동안 이들을 사적으로 처형했다. 남자의 장막에서 단창이나 창으로 남자와 여자의 배를 꿰뚫어 미디안 사람과 음행한 이스라엘 백성을 벌하시려고 하나님께서 보내신 재앙을 그치게 하셨다.
비느하스는 민수기 25장 10~13절에서, 다윗 왕은 시편 106편 28~31절에서 하나님의 칭찬을 받았다. 이스라엘이 미디안 여인들이 가져온 우상 숭배에 빠지는 것을 막고 하나님의 성소를 더럽히는 일을 막은 일이다. 이스라엘 땅에 들어가 그의 아버지가 죽은 후 그는 이스라엘의 세 번째 대제사장으로 임명되어 벧엘 성소에서 봉사했다(삿 20:28).